# Die Taalkommissie
Die Taalkommissie (La Comisión de la Lengua, en español) es el regulador lingüístico del afrikáans. Fue fundada en 1909 por la Suid-Afrikaanse Akademie vir Wetenskap en Kuns (Academia Sudafricana para la Ciencia y las Artes).
Esta comisión es la que dicta la ortografía y la gramática oficiales del afrikáans, el Afrikaanse Woordelys en Spelreëls (Lista de palabras y reglas de ortografía del afrikáans).